# Aruncus sylvester
Aruncus sylvester là loài thực vật có hoa trong họ Hoa hồng. Loài này được Kostel. ex Maxim. mô tả khoa học đầu tiên năm 1879.